# Ibn-Abi-l-Gúmua Al-Magrawi Al-Wrahani
Ibn-Abi-l-Gúmua Al-Magrawi Al-Wrahani o simplemente Ahmad ibn Abi Yumu'a (desconocido, 2.ª mitad del siglo XV-Fez, 3 de junio de 1511) fue un pedagogo, alfaquí y muftí (jurisconsulto) morisco emigrado al Magreb.

## Biografía
Fue un jurista del sunnismo malikí natural de Almagro (Ciudad Real), según los arabistas españoles,[cita requerida] aunque Devin Stewart afirma que en realidad pertenecía a una tribu bereber homónima del norte de Argelia, los Magrava o Maghrawi; habría estudiado en Orán y Tlemecén o Tremecén y se habría trasladado a Fez en 1493. Tuvo un hijo, Muhammad Shaqrun, que también fue un erudito islámico. El 8 de diciembre de 1504 escribió en Fez, probablemente cuando era profesor de derecho allí, una famosa fatua o fetua, esto es, un dictamen jurídico en árabe, que los manuscritos sin embargo fechan en Orán, conocida generalmente como Fetua de Orán. 
Es una fatua privada, de importancia inferior a las públicas. Este escrito consuela a unos moriscos hispanos que pretendían volver a España por no haber hallado acomodo en el Magreb y les aconseja qué hacer cuando fueran presionados a convertirse al cristianismo, en particular los del reino nazarí de Granada, obligados a convertirse en 1500, y los del reino de Castilla, en 1502, a los que llama «algaribos», es decir, «extranjeros». Y lo que aconsejaba era el criptoislamismo, realizando exteriormente gestos, acciones y palabras cristianas, pero con la intención o voluntad oculta (niyya) de rechazar el cristianismo y guardar fidelidad al Islam en sentimiento, pensamiento y voluntad: «Mando apretadamente que mantengáis la religión del Islam [...] y no hayáis miedo que por aquello habrá mal y escándalo sobre vosotros por saber vuestros enemigos aquello», esto es, la falsa abjuración del islam, escribe el muftí. Entre sus fuentes cita a Ibn an-Nayi, un alfaquí fallecido en 1426, comentador de la Risala o epístola sobre derecho malikí de Al-Qairawani y el comentario al Corán de As-Suhayli, un sabio musulmán nacido en Málaga (1124-1185).
La fatua fue llevada por estos emigrantes a Valencia y la copió un mudéjar aragonés por la década de 1520 que se la llevó a Aragón; y cuando los mudéjares aragoneses fueron obligados a convertirse al cristianismo (1526) y comenzaron a ser presionados por la Inquisición, la tradujeron al español en 1563 en caracteres arábigos, esto es, en escritura aljamiada, texto editado por L. P. Harvey. En vísperas de la expulsión de los moriscos en 1609 los aragoneses volvieron a traducirla y escribirla en aljamiado, versión que editó J. Cantineau. Pedro Longás y Bartibás, en su Vida religiosa de los moriscos (1915), llama a la fatua Epístola mahomética del Apóstata y lo identifica como residente en Almagro y trasladado a Orán: «Es una carta de Obaydala Ahmed Abenabigiomoa, natural de Almagro y avecindado en Orán...».
También escribió Jami 'Jawami' al-Ikhtisar wa al-Tibyan fima ya'rudu bayna al-mu'allimin wa aba al-sibyan / Epítome de epítome de la competencia y la explicación, sobre lo que surge entre los maestros y los padres de los niños, un tratado de educación elemental en Tremecén.

## Obras
- Fatua del muftí de Orán (1504)
- Jami 'Jawami' al-Ikhtisar wa al-Tibyan fima ya'rudu bayna al-mu'allimin wa aba al-sibyan / Epítome de epítome de la competencia y la explicación, sobre lo que surge entre los maestros y los padres de los niños.